# Andreas Kleinhansl
Andreas Kleinhansl (* 21. Dezember 1963 in Nürtingen) ist ein ehemaliger deutscher Fußballspieler.

## Karriere
Kleinhansl spielte in der Jugend des FV Neuhausen, bevor er zu den Stuttgarter Kickers wechselte. Bei den Stuttgartern spielte er erst in der 2. Mannschaft. In der Saison 1986/87 absolvierte er sein erster Pflichtspiel für die erste Mannschaft der Kickers. Er lief in der 2. Bundesliga auf, das Spiel wurde bei Rot-Weiss Essen mit 2:3 gewonnen und Kleinhansl wurde in der 90. Minute eingewechselt. Im Laufe der Saison konnte Kleinhansl durch gute Leistungen überzeugen und wurde mit mehr Einsatzzeit belohnt, er absolvierte in der Saison insgesamt 15 Einsätze und erzielte ein Tor. In der Saison 1987/88 gelang Kleinhansl mit seinen Mitspielern der Gewinn der Meisterschaft in der 2. Bundesliga, es folgte der Aufstieg in die Bundesliga. Das Bundesligajahr war sein letztes Jahr bei den Kickers, er absolvierte 20 Spiele und konnte den Abstieg nicht verhindern. Der 1. FC Nürnberg, VfL Bochum, Eintracht Frankfurt und die Kickers standen nach dem 34. Spieltag punktgleich da, es entschied das Torverhältnis. Kleinhansl hat mit den Kickers die schlechteste Differenz und stieg als Tabellensiebzehnter ab. Anschließend spielte er bis 1993 für den VfL Kirchheim.
Von 1999 bis zum April 2002 war er Geschäftsführer bei seinem alten Verein, den Stuttgarter Kickers.

## Privat
Kleinhansl ist verheiratet und hat zwei Kinder. Er ist als selbstständiger Finanzberater tätig.